# Toyota Vios
Toyota Vios ist die Handelsbezeichnung von Toyota für eine Limousine in der Kleinwagenklasse, welche in Asien außerhalb Japans vermarktet wird und den dort als Toyota Soluna vermarkteten Toyota Tercel ersetzte.

## Erste Generation (XP40)

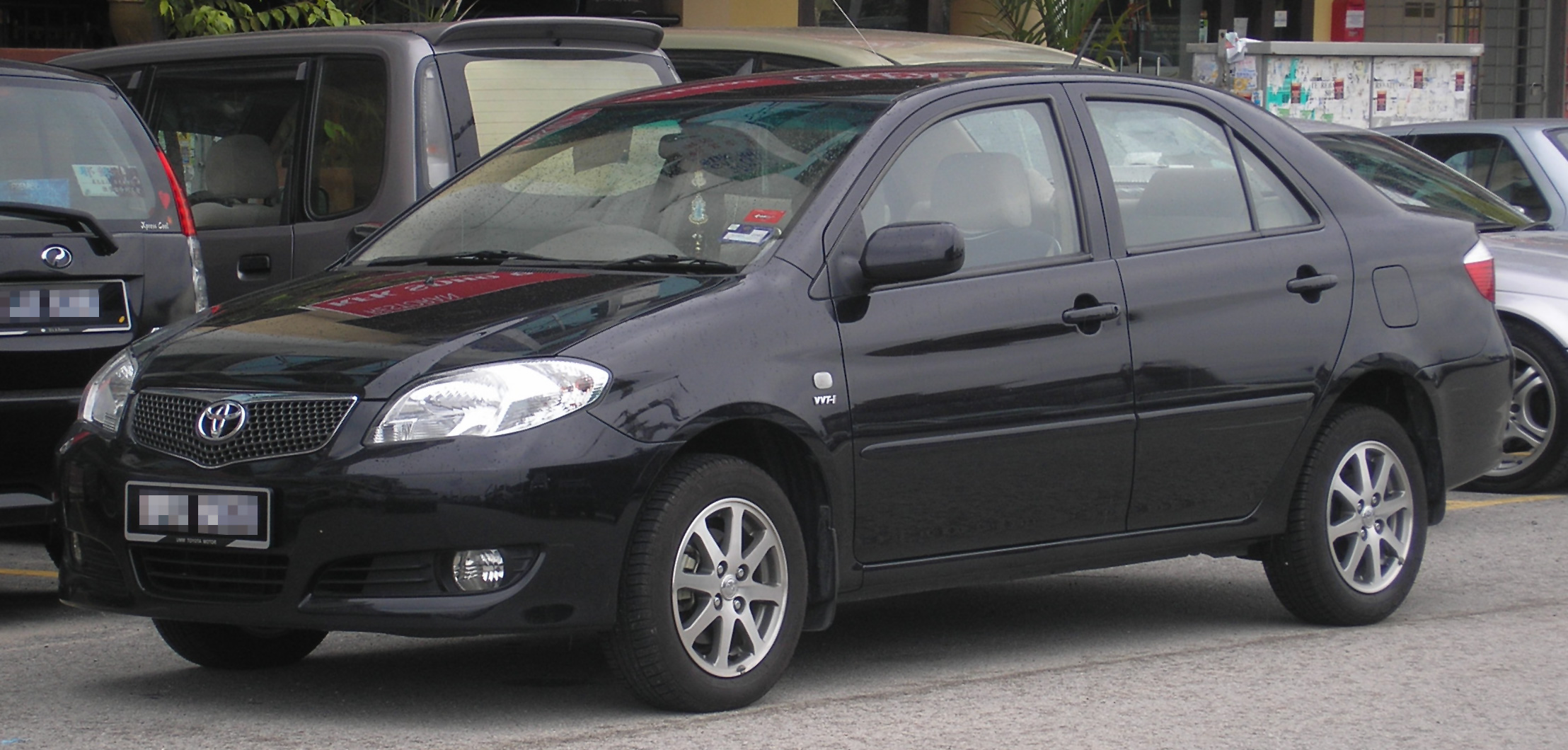
1. Generation (Faceliftmodell)

Von 2002 bis 2007 basierte der Vios auf dem Toyota Echo, erhielt jedoch teilweise andere Karosserieteile im Stil der zeitgenössischen Toyota Corolla Limousine. Es gab ihn mit drei Motorisierungsstufen, darunter auch mit 1,5 L Hubraum (1NZ-FE). Er wurde in Thailand hergestellt.

## Zweite Generation (XP90)

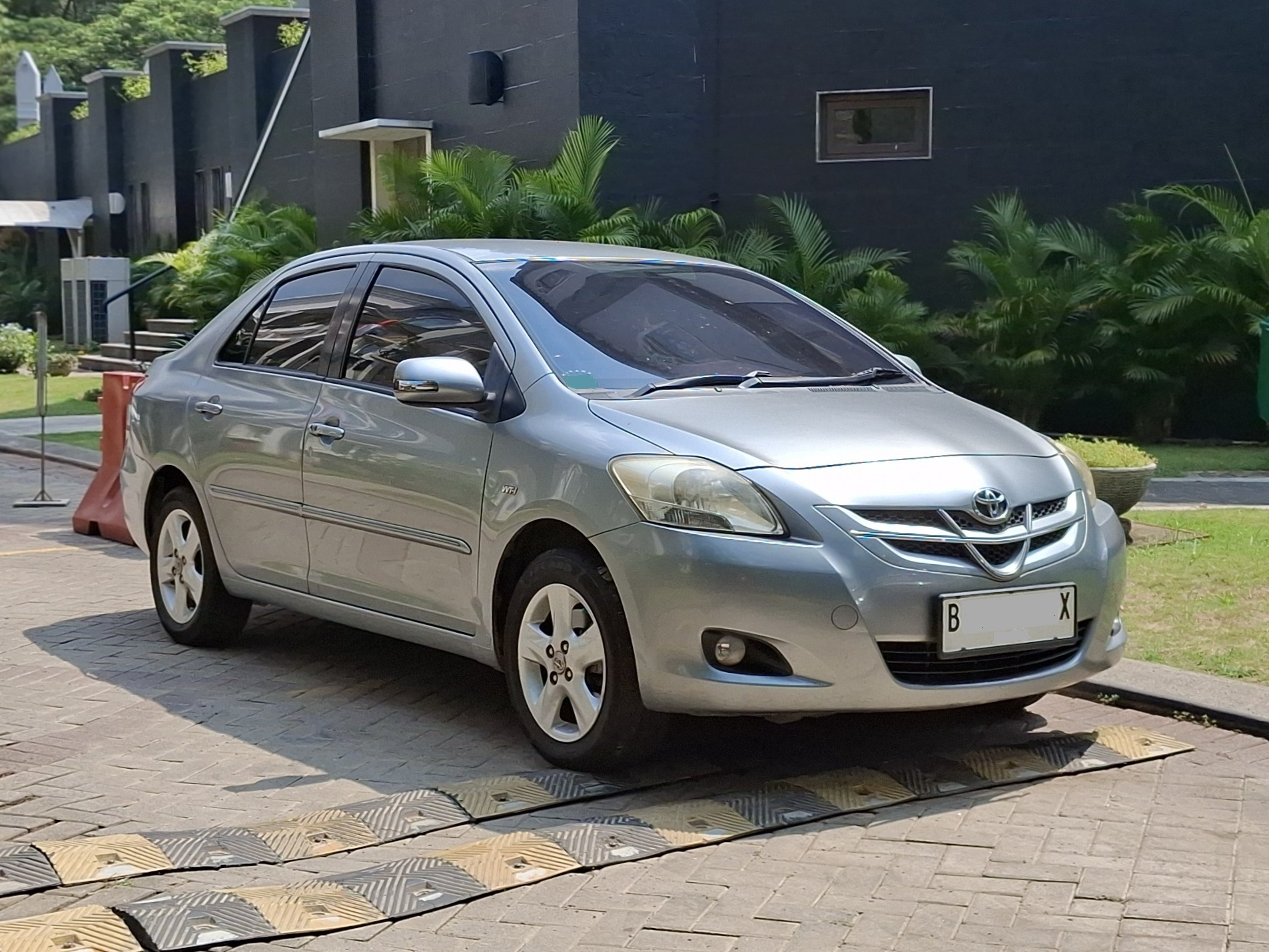
2. Generation

Die neue Generation (2007 bis 2013) wurde größer, der VVTi-Motor 1NZ-FE mit 80 kW (109 PS) und 141 Nm Drehmoment bei 4200/min wurde schon in der ersten Generation verwendet. Der XP90 basiert auf dem Toyota Belta.

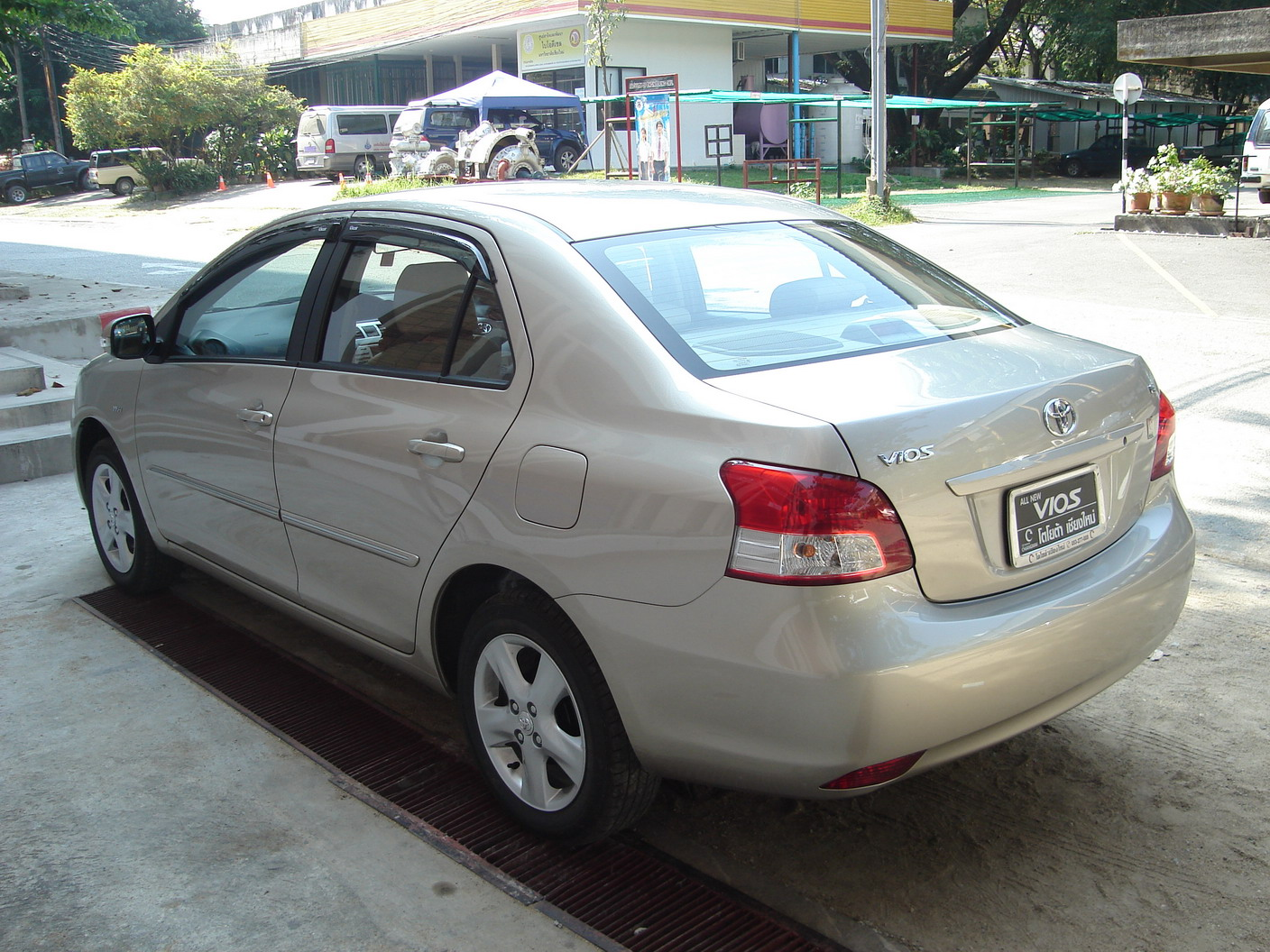
Heckansicht
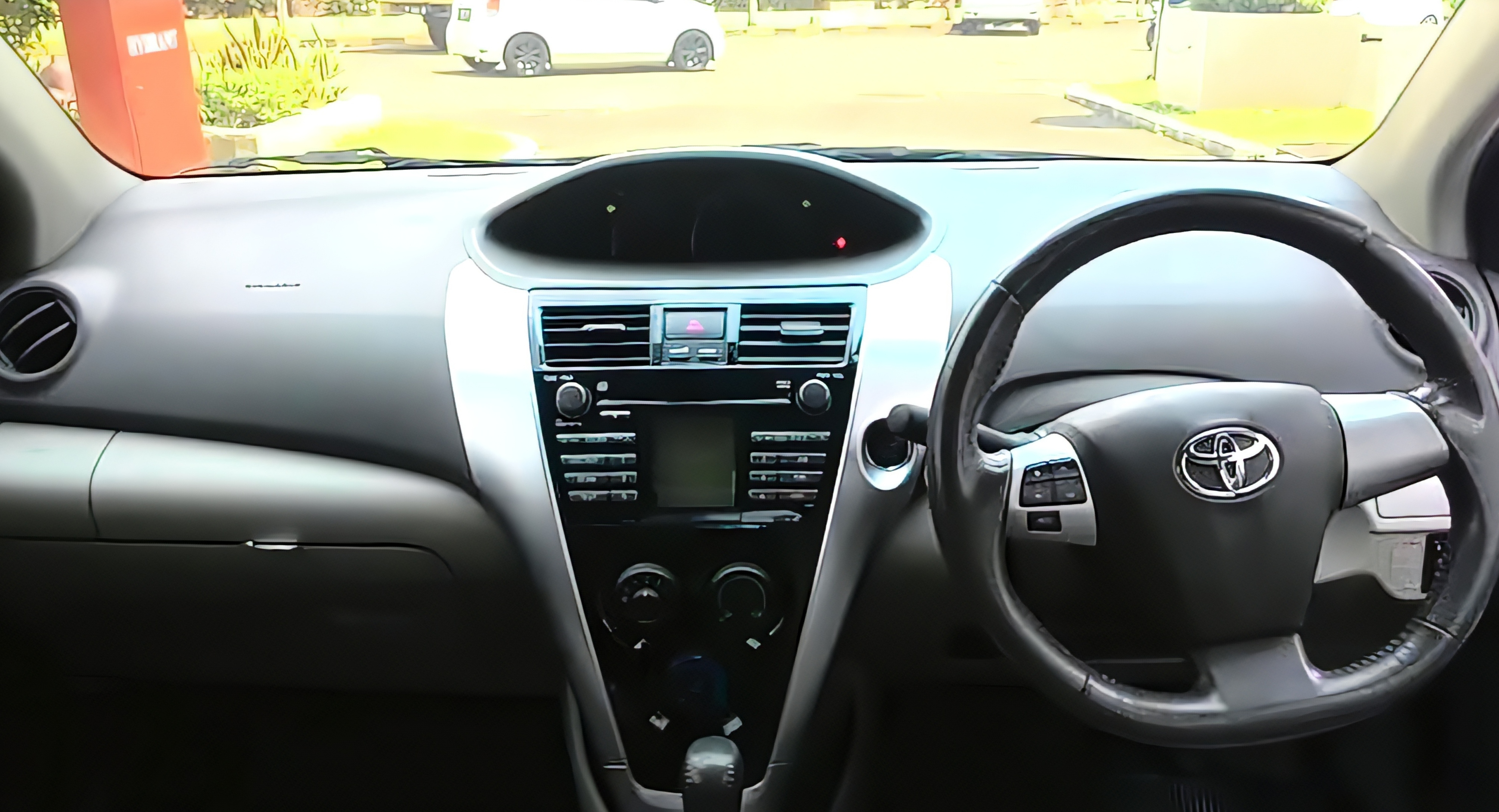
Innenraum (Modell 2012)

## Dritte Generation (XP150)
Die dritte Generation wurde auf der Bangkok International Motor Show im März 2013 der Öffentlichkeit vorgestellt. Kurz darauf kam sie in Thailand auf den Markt, wo sie auch hergestellt wird. In weiteren Staaten Asiens erfolgte die Markteinführung im zweiten Quartal 2013. Ab 2017 wurde der Wagen in China bei der Tianjin FAW Toyota Motor Company auch als Kombilimousine Toyota Vios FS hergestellt. Auf anderen Märkten sowie die Version von GAC Toyota Motor wird hingegen als Toyota Yaris (XP150) vermarktet.

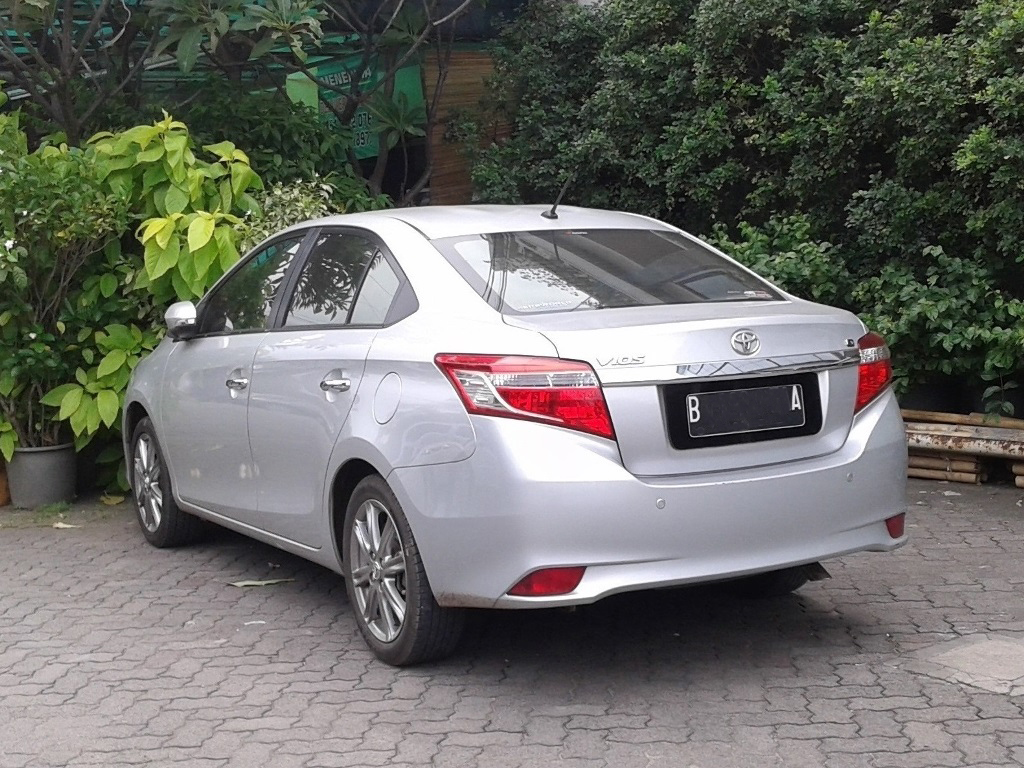
Heckansicht
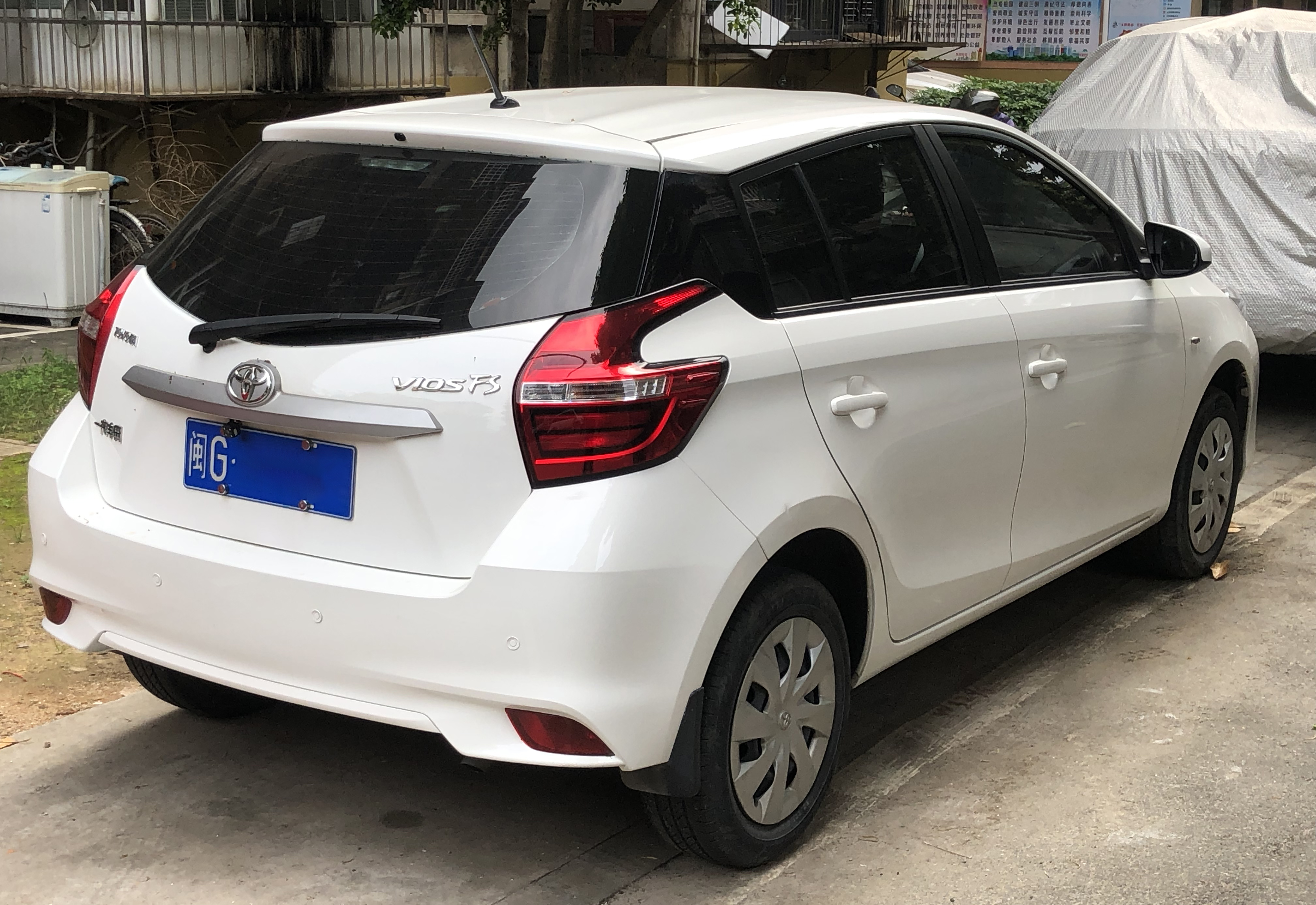
Toyota Vios FS (2017–2024)
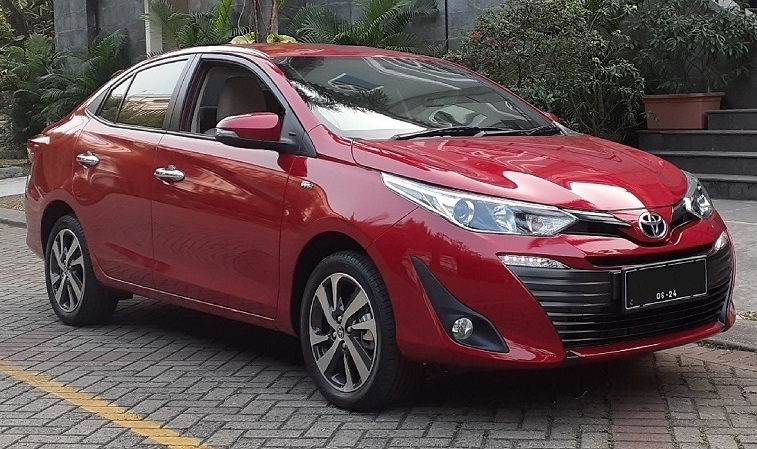
Toyota Vios (2017–2020)
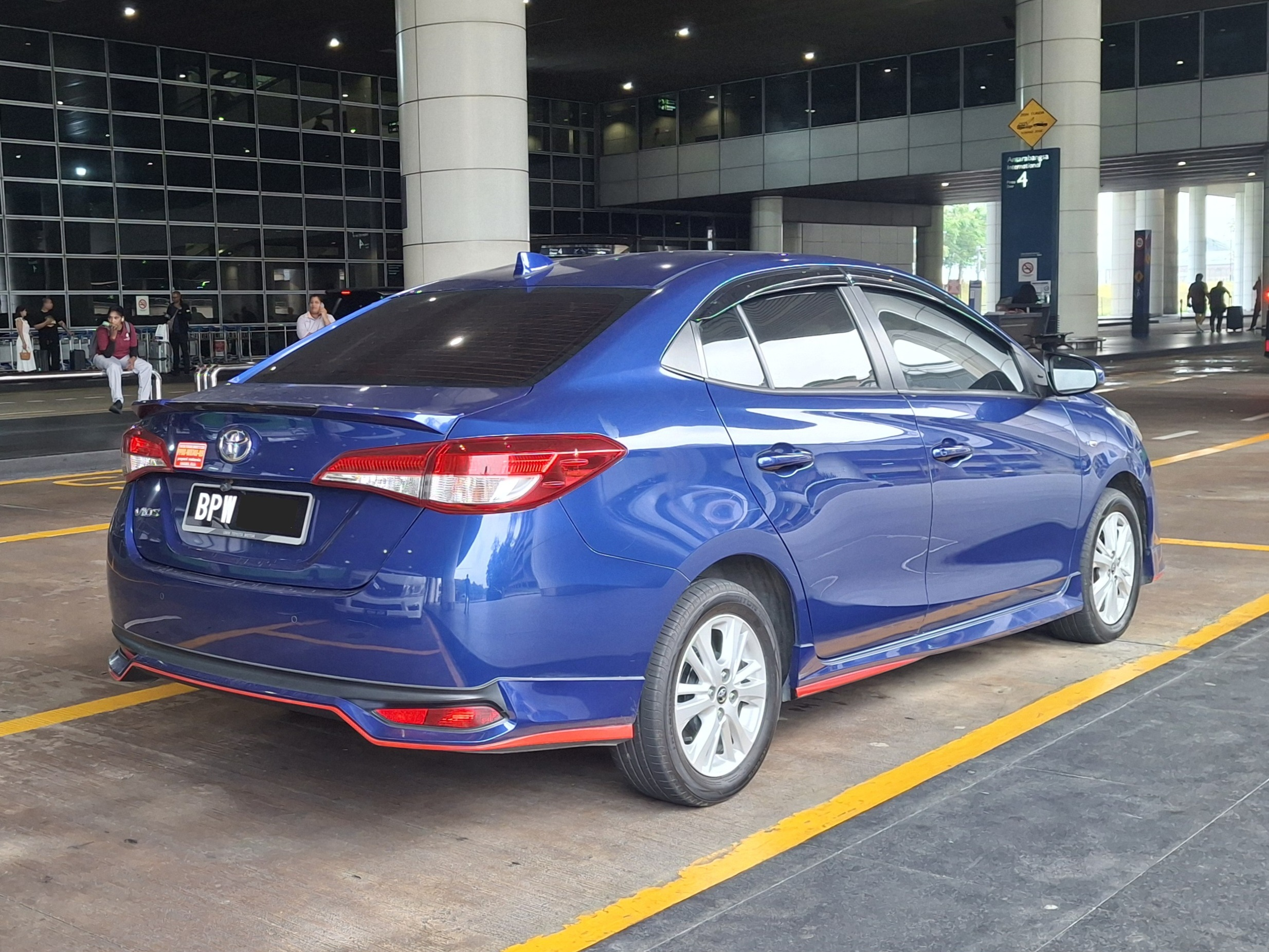
Toyota Vios (2017–2020) Heckansicht, mit Aerokit-Paket
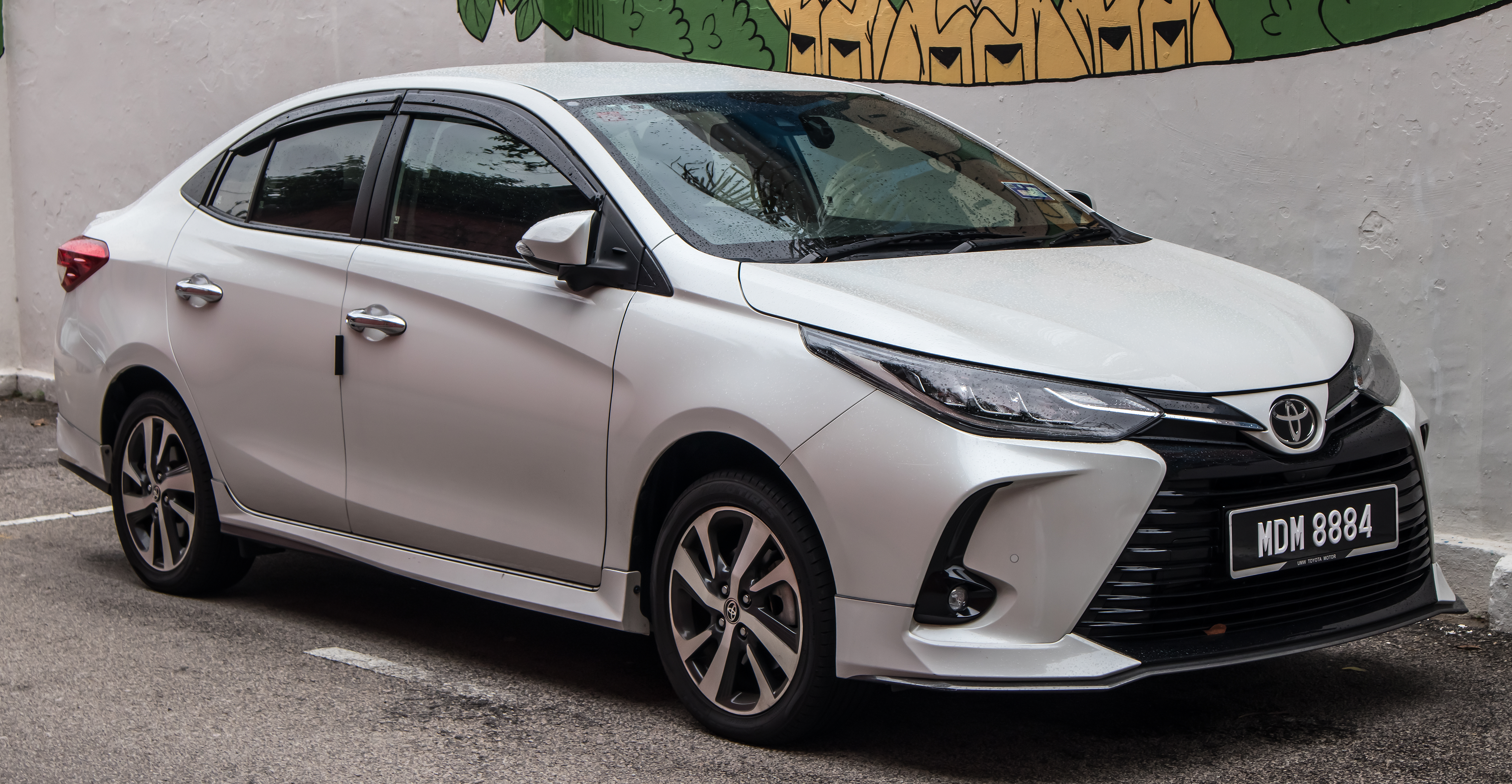
Toyota Vios (2020–2022) mit Aerokit-Paket
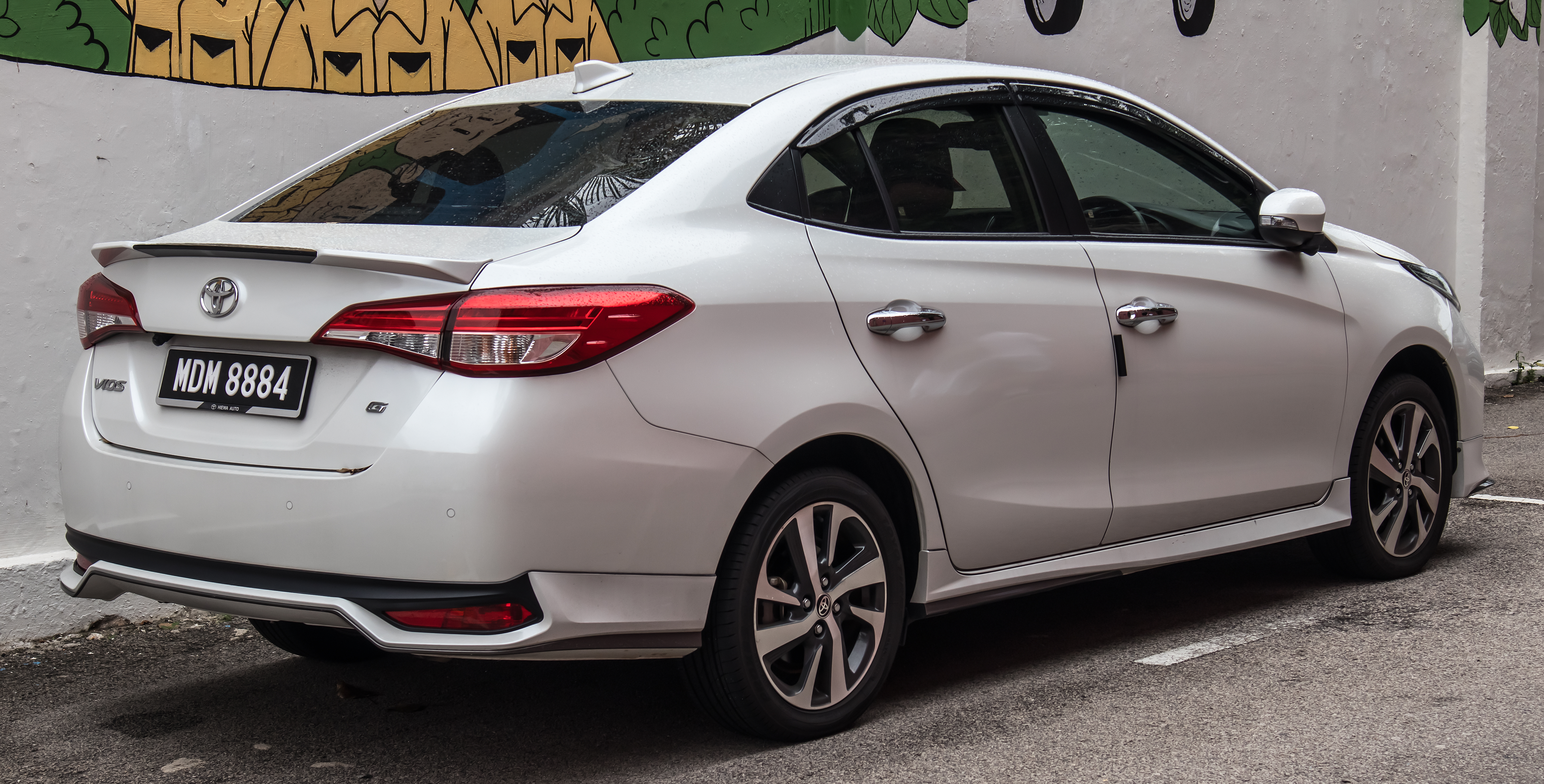
Heckansicht
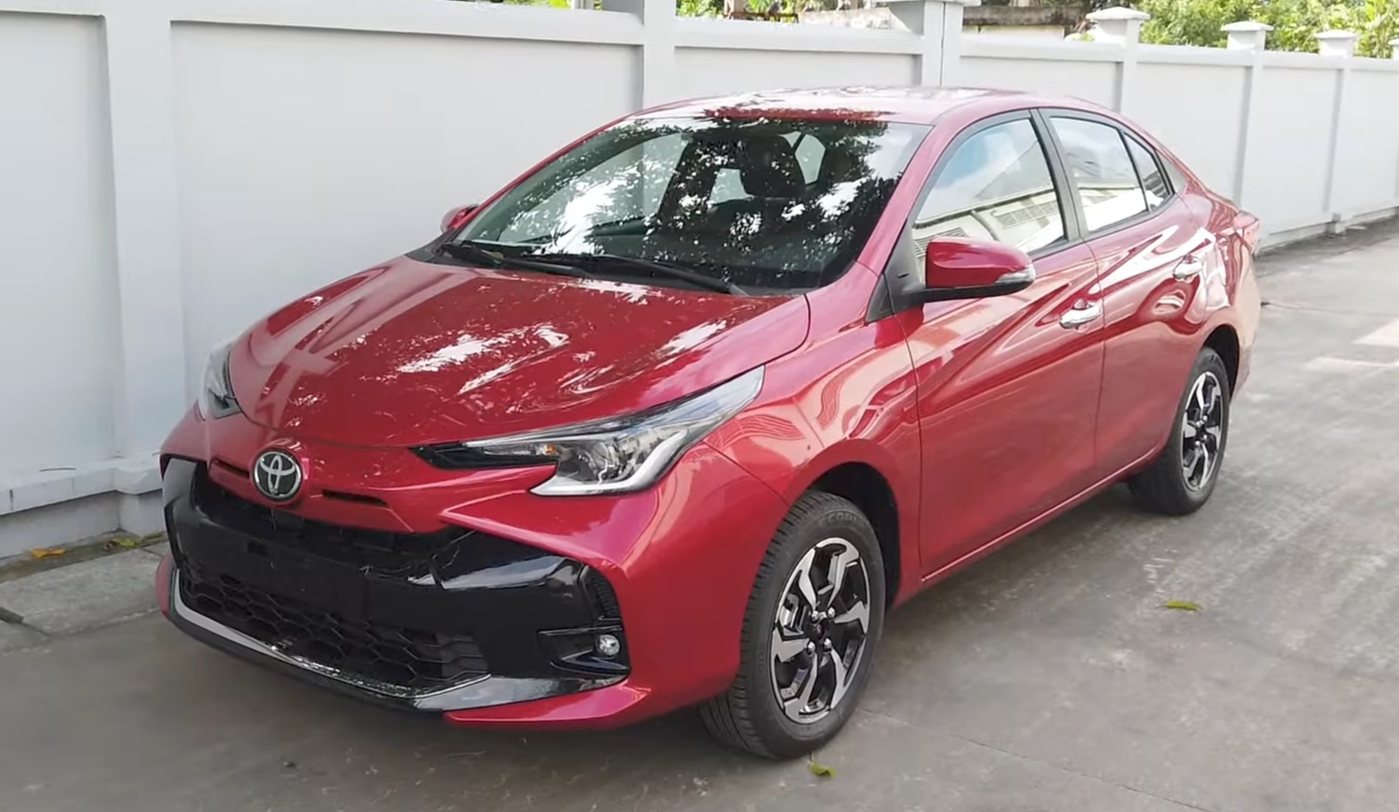
Toyota Vios (seit 2023)

### Technische Daten
|                                             | 1.5 VVT-i (Singapur)     |
| Bauzeitraum                                 | 05/2013–08/2022          |
| Motorkenndaten                              |                          |
| Motortyp                                    | R4-Ottomotor             |
| Hubraum                                     | 1497 cm³                 |
| max. Leistung bei min−1                     | 80 kW (109 PS) / 6000    |
| max. Drehmoment bei min−1                   | 141 Nm / 4200            |
| Kraftübertragung                            |                          |
| Antrieb, serienmäßig                        | Vorderradantrieb         |
| Getriebe, serienmäßig                       | 4-Gang-Automatikgetriebe |
| Messwerte                                   |                          |
| Höchstgeschwindigkeit                       | 170 km/h                 |
| Beschleunigung, 0–100 km/h                  | 12,0 s                   |
| Kraftstoffverbrauch auf 100 km (kombiniert) | 6,4 l Super              |
| CO2-Emissionen (kombiniert)                 | 151 g/km                 |
| Leergewicht                                 | 1045–1060 kg             |
| Tankinhalt                                  | 42 l                     |

## Vierte Generation (AC100)

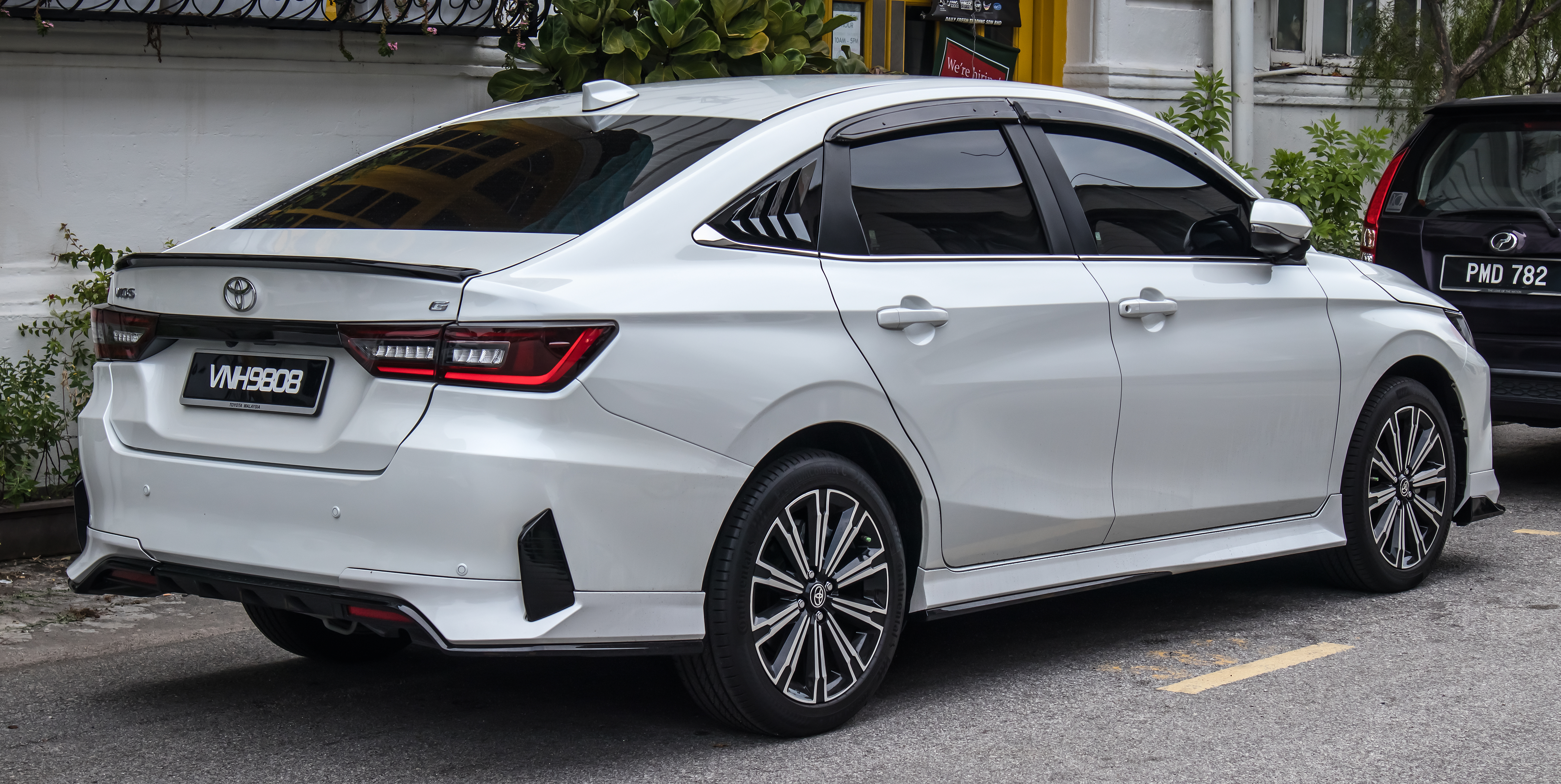
Heckansicht

Die Limousine der vierten Generation (AC100) wurde am 9. August 2022 in Thailand als Toyota Yaris Ativ eingeführt. Weitere Märkte in Asien und Amerika folgten später. Die Baureihe wird auf einigen Märkten auch als Toyota Yaris Sedan oder Toyota Yaris Fastback vermarktet. Der Wagen wurde von Daihatsu über ein gemeinsames Toyota-Daihatsu-internes Unternehmen entwickelt.
Das Fahrzeug basiert auf einer B-Skalierung der Daihatsu New Global Architecture (DNGA), die auf den asiatischen Markt ausgerichtet ist. Sie wird auch für den Toyota Raize und den Toyota Avanza verwendet. Das Modell wurde mit einem um 70 mm (2,8 Zoll) längeren Radstand von 2620 mm eingeführt. Im Vergleich zum Vorgängermodell hat das Auto eine schräger abfallende hintere Dachlinie, die die Fenster weiter nach hinten streckte.
Der Innenraum soll hochwertiger gestaltet sein als in früheren Generationen der Baureihe. Viele Bereiche haben Soft-Touch-Materialien. Optional gibt es ein 64-Farben-Ambiente-Beleuchtungssystem. Zu den weiteren Sonderausstattungen gehören eine elektronische Feststellbremse, ein digitales 7-Zoll-Kombiinstrument und Lautsprecher der Marke Pioneer.
Die Limousine gibt es in Thailand in vier Ausstattungsvarianten: Sport, Smart, Premium und Premium Luxury. Sie wird dort von einem 1,2-Liter-Ottomotor mit Dual-VVT-iE-Technologie angetrieben, der 69 kW (94 PS) und 110 Nm leistet. Damit erfüllt der Yaris Ativ dort die Anforderungen von sogenannte Eco Cars, die maximal 1,3-Liter Hubraum haben und nicht mehr als 4,3 l/100 km verbrauchen dürfen. Das Fahrerassistenzsystempaket Toyota Safety Sense ist serienmäßig erhältlich. Produziert im Gateway-Werk in Chachoengsao, ist das Verkaufsziel in Thailand auf 3.500 Einheiten pro Monat festgelegt, wobei Exporte in über 35 Länder geplant sind. Auf anderen Märkten sind Motoren mit mehr Hubraum erhältlich.

### Manipulation beim Seitenkollisionstest
Im April 2023 wurde bekannt, dass Toyota und Daihatsu Crashtest-Fahrzeuge der Baureihe manipulierten, um beim Seitenkollisionstest ein besseres Ergebnis erzielen zu können. Um zu verhindern, dass die Innenverkleidung der Vordertür bei einem Unfall in Teile mit scharfen Kanten zerbricht, wurden Kerben eingeschnitten. In der Folge wurden die Auslieferungen der Limousine gestoppt und neue Crashtests angekündigt. Bereits ausgelieferte Fahrzeuge können ohne weitere Maßnahmen weiter benutzt werden.

### Technische Daten
|                                             | 1.2 VVT-i            | 1.3                   | 1.3                           | 1.5 VVT-i                                         |
| Markt                                       | Thailand             | Peru                  | Brunei, Kambodscha, Laos, GKR | Indonesien, Malaysia, Mittelamerika, Ecuador, GKR |
| Bauzeitraum                                 | seit 08/2022         | seit 11/2022          | seit 09/2022                  | seit 09/2022                                      |
| Motorkenndaten                              |                      |                       |                               |                                                   |
| Motortyp                                    | R4-Ottomotor         | R4-Ottomotor          | R4-Ottomotor                  | R4-Ottomotor                                      |
| Hubraum                                     | 1197 cm³             | 1329 cm³              | 1329 cm³                      | 1496 cm³                                          |
| max. Leistung bei min−1                     | 69 kW (94 PS) / 6000 | 69 kW (94 PS) / 6000  | 72 kW (98 PS) / 6000          | 78 kW (106 PS) / 6000                             |
| max. Drehmoment bei min−1                   | 110 Nm / 4200        | 120 Nm / 4200         | 122 Nm / 4200                 | 138 Nm / 4200                                     |
| Kraftübertragung                            |                      |                       |                               |                                                   |
| Antrieb, serienmäßig                        | Vorderradantrieb     | Vorderradantrieb      | Vorderradantrieb              | Vorderradantrieb                                  |
| Getriebe, serienmäßig                       | Stufenloses Getriebe | 5-Gang-Schaltgetriebe | Stufenloses Getriebe          | 5-Gang-Schaltgetriebe                             |
| Getriebe, optional                          | —                    | Stufenloses Getriebe  | —                             | Stufenloses Getriebe                              |
| Messwerte                                   |                      |                       |                               |                                                   |
| Höchstgeschwindigkeit                       | k. A.                | k. A.                 | 175–185 km/h                  | 180 km/h                                          |
| Beschleunigung, 0–100 km/h                  | k. A.                | k. A.                 | k. A.                         | k. A.                                             |
| Kraftstoffverbrauch auf 100 km (kombiniert) | 4,3 l Super          | k. A.                 | 4,6 l Super                   | 4,9 l Super                                       |
| Tankinhalt                                  | 40 l                 | 40 l                  | 40 l                          | 40 l                                              |